# Ancistragrostis
- Commons
- Wikispecies

Ancistragrostis  S.T.Blake é um género botânico pertencente à família Poaceae, subfamília Pooideae, tribo Aveneae.
O gênero apresenta uma única espécie, encontrada na Australásia e regiões tropicais da Ásia.

## Sinonímia
- Calamagrostis Adans.

## Espécies
- Ancistragrostis uncinioides S.T. Blake